# ICMホールディング
株式公開会社ICMホールディング（アイシーエムホールディング、ウクライナ語: ВАТ ICM Холдінг, ロシア語: ICM Холдинг, 英語: ОАО ICM Holding）は、ウクライナの模型会社である。ICMのブランドの下、主として航空機、装甲戦闘車両、艦船のプラスチック製スケールモデルを開発・販売している。

## 概要

### 企業展開
ICMホールディングは、プラモデルの金型の製造から製品の販売までを行っている。オフィスはウクライナ・キエフとロシア・モスクワにある。製品はウクライナおよびロシア国内および独立国家共同体各国で販売される他、ヨーロッパ、アメリカ、アジア、オーストラリアの各国に輸出されている。
ICMホールディングは、企業目標として、若年層への趣味としての模型工作の普及を掲げている。その一環として、子供向けあるいは一般向けの模型に関するイベントの開催やインターネット上のフォーラムの開設を主導している。また、ICMホールディングは企業活動の強化の一環として、ロシアの主要模型雑誌であるM・ホビー、軍事史出版社のツェイグガウス、ウクライナの模型メーカーであるマスター・ボックス Ltdとパートナーシップを結んでいる。
当初はウクライナやロシアの模型愛好家が集ってキエフに立ち上げたICMホールディングであったが、大きな成功を収めたのち資金面での問題が起こり、いくつかの会社に分裂した。但し、問題の経緯についてはいずれの会社のホームページにも記載されておらず、ただモスクワのアランゲルが「当初はキエフで起業し、のちモスクワへ移った」というそれらしい経緯の概説を行っているのみである。

### 製品
ICMホールディングは製品の質(Качество)をキーワードとして、企業活動の向上を目指している。初期の製品では他社製品のOEMなども見られたが、徐々に完全自社製の製品へシフトしている。OEMにしても、初期の頃のものよりはずっとレベルの高い製品を選ぶようになっている。初期の頃には主として航空機を扱っていた。その後、戦車や装甲車などの装甲戦闘車両類、軍用トラック類、各種フィギュア、そして艦船に製品分野を拡大した。
自社開発製品については、初期の頃より機体内部の再現や機体表面の仕上げなどプラモデル製品としての熱意があったが、反面実物との比較における正確性、組み立て易さなどでは劣る点があった。新しい製品ではこうした短所も飛躍的に向上しており、初期の製品についても、I-15やI-16のようにのちに金型を改修して再現度を高めるリニューアルを行っている。
パッケージは初期の頃は黄色の箱に絵画調の箱絵を描いたものであったが、リニューアル版や新しい製品では白箱にその製品の機体や車両のみを描いたスマートなものになっている。また、黄箱の初期製品はパッケージにロシア語と英語を用いていたが、白箱の製品はロシア語に代えてウクライナの公用語であるウクライナ語に切り替えている。但し、組み立て説明書等は主としてロシア語である。
ウクライナの模型メーカーは、他国のメーカーが殆ど製品化しないウクライナの機体・車両の製品化を積極的に行っているが、ICMはもっと「愛国的」なメーカーに比べればそれほどウクライナ色を前面に出しているわけではない。とはいえ、多くの製品でウクライナ仕様の選択肢を含めており、特に世界的にはほとんど知られていないウクライナ蜂起軍仕様のT-35重戦車やウクライナ国仕様のイリヤー・ムーロメツを製品化していることは特筆に値する。また、市場規模の大きな日本も主要ターゲットに据え、九五式戦闘機(製品番号:72311 Kи-10-II)や九七式戦闘機(製品番号:72202 Kи-27б)の製品開発も行っている。これらは、その高品質で「同機種模型の決定版」との賞賛を獲得している。なお、ICM製品は日本へはイタレリを通じて輸入されている。
初期の頃の代表作であったYak-9シリーズやT-35、T-28などは、会社の分裂によりアランゲルに譲渡されている。また、旧版で限定的に販売されていた朝鮮戦争セット(朝鮮人民軍仕様のTu-2SとYak-9のセット)もリニューアル版パッケージでは発売されていない。また、初期パッケージではスピットファイアは各国仕様のパッケージで販売されていたが、リニューアル版パッケージでは縮小されている。
ホームページによれば、ICMホールディングは150の製品を販売している。

## 主な製品
元となった事物の五十音順。他社に譲渡されるなど、すでに販売中止となっているものも含める。

### 航空機
1/48航空機
LaGG-3
P-51マスタング
Yak-7
Yak-9
スーパーマリン スピットファイア
1/72航空機
Bf 109
Do 17
MiG-25PD
MiG-29 9-13
MiG-31
SB-2
Su-2
TB-3
Tu-2S
Yak-9
イリヤー・ムーロメツ
ズヴェノーSPB
フォッカー E.IV
ファルツ E.IV
九五式戦闘機
九七式戦闘機

### フィギュア
1/35フィギュア
アメリカ軍のイラクにおけるエリート部隊
イギリス軍歩兵(第一次世界大戦)
スペツナズ
ソ連軍戦車兵(第二次世界大戦)
ソ連軍歩兵(第二次世界大戦)
ドイツ帝国軍突撃兵(第一次世界大戦)
フランス常備軍(普仏戦争)
プロイセン王国常備軍(普仏戦争)
1/48フィギュア
アメリカ空軍航空整備兵およびパイロット
イギリス空軍航空整備兵およびパイロット
ソ連空軍航空整備兵およびパイロット
ドイツ空軍航空整備兵

### 車両
1/35車両
ストゥーバー Kfz.1/Kfz.2
T-28中戦車
T-35重戦車
スチュードベイカー US6
BM-13-16（スチュードベイカー US6）
パンターD型
ベルゲパンターD型
オペル・ブリッツ 2.5-32型
ZIL-131（トラック、指揮車両(KUNG)）
パナール 178
T-34-76
1/48車両
Sd.Kfz.222
オペル・アドミラル
1/72車両
BM-13-16（スチュードベイカー US6、ZIL-157、ZIL-131）
BM-14-16
BM-21「グラート」
BM-24-12
BTR-60
BTR-152（V型、K型、S型）
Sd.Kfz.222
Sd.Kfz.223
Sd.Kfz.251
URAL-375（トラック、給油車、司令部(KUNG)）
URAL-4320（トラック、給油車）
ZIL-131（トラック、給油車、指揮車両(KUNG)）
ZIL-157（トラック、給油車、指揮車両(KUNG)）

### 艦船
1/144艦船
Uボート (XXIII型)
1/350艦船
ケーニヒ
グローサー・クルフュルスト
マルクグラーフ